# Кокаїн
Кокаїн — сильний стимулятор, який найчастіше використовують як рекреаційний наркотик. Переважно має вигляд білого кристалічного порошку, зовні схожого до харчової соди. Зазвичай його вдихають як порошок, курять або розчиняють водою і вводять у вену. Серед психічних ефектів можуть бути втрата відчуття реальності, ейфорія, емоційне збудження, підвищення працездатності, самовпевненість. Серед фізичних ознак дії кокаїну можуть бути пришвидшене серцебиття, потовиділення і розширені зіниці. Великі дози можуть спричинити значне підвищення кров'яного тиску та температури тіла. Ефекти починають проявлятися за кілька секунд або кілька хвилин після вживання і тривають протягом 5-90 хвилин. Кокаїн рідко використовують у медицині, наприклад, як знеболююче під час операцій на носі.
Кокаїн спричиняє залежність через свій вплив на «шлях винагороди» в мозку (частину системи винагород). Після короткого періоду вживання з'являється високий ризик появи залежності. Крім того вживання кокаїну підвищує ризик інсульту, інфаркту міокарда (та інших захворювань серця), проблем із легенями у курців, зараження крові, порушення травлення та інші.
Кокаїн, що продають на вулицях, зазвичай є змішаний із знеболюючими місцевої дії, кукурудзяним крохмалем, хініном або цукром, що може спричинити підвищення токсичності.  Часте вживання кокаїну може зменшити здатність відчувати задоволення, а також призвести до фізичного виснаження. Кокаїн діє як інгібітор на повторне поглинання серотоніну, норепінефрину та допаміну. Внаслідок цього в мозку зростає концентрація цих трьох нейромедіаторів. Він може легко проникати крізь бар'єр між кров'ю та мозком і може руйнувати цей бар'єр.
Кокаїн є другим найбільше вживаним нелегальним наркотиком у світі після канабісу.  Його вживають 14-21 млн людей щороку. Через географічну близькість до місць культивування коки найвищі показники вживання кокаїну в Північній Америці (70% світового вживання), на другому місці — Європа, 22%, а на третьому — Латинська Америка.  В Україні, за даними Міністерства охорони здоров'я за 2012 рік зростає споживання наркотиків-стимуляторів, зокрема кокаїну, які заміщають споживання опіатів. 1-3% дорослих людей у розвинутих країнах вживали кокаїн принаймні раз у житті. В 2013 році кокаїн безпосередньо спричинив 4300 смертей (порівняно 2400 смертей у 1990), того року легально виготовляли 4419 кілограмів кокаїну. Водночас нелегальний ринок кокаїну оцінюють в суму між 100 та 500 мільярдами доларів щороку. Через обробку з кокаїну роблять крек.
Слово "кокаїн" походить від рослини коки, з якої його виготовляють. Листя коки використовували в Перу з античних часів, а сам кокаїн вперше отримали з цього листя в 1860 році. З 1961 року Єдина конвенція про наркотичні засоби зобов'язує країни прирівнювати рекреаційне вживання кокаїну до злочину.

## Історія
Як психостимулятор кокаїн застосовувався індіанцями Південної Америки з III століття до нашої ери. Корінні жителі північних Анд, де чагарник коки природно зростав, не вимагаючи догляду, і давав по кілька врожаїв на рік, шанували «Маму коку» як добру богиню, котра була прихильною до людини і освячувала її своєю могутністю.
В імперії інків жування листя коки було поширене серед жерців і знаті, а також активно використовувалося у низці державних структур. Оскільки у інків не було коней або інших верхових тварин, всі термінові повідомлення доставлялися гінцями — для подолання втоми і підвищення витривалості вони брали з собою сушене листя коки. Порції листя коки видавалися воїнам перед марш-кидком, що прискорювало марш і дозволяло долати значні відстані. Процес жування листя коки так міцно увійшов у життя індіанців, що став свого роду мірою довжини і часу.
Листя коки використовувалося індіанцями інка в медичних та релігійних цілях, а також як засіб для зняття втоми і зменшення почуття голоду. Вважалося, що контакт зі світом духів, що відбувається під дією рослини, зміцнює тіло і душу. Перед початком збору врожаю коки, індіанець проводив ніч з жінкою, щоб привести «Маму коку» в гарний настрій. При цьому саморобний «розчин» соку рослини втирався в чоловічий статевий орган, щоб підсилити ерекцію і продовжити насолоду.
Вперше був розроблений в 1860 році німецьким хіміком Альбертом Німаном в лабораторії Геттінгенського університету у професора Ф. Велера. Наприкінці 1880-х кокаїн отримав величезне поширення у США, де він стабільно увійшов у клас доступних і безпечних стимуляторів. Кокаїн використовували в медицині для місцевого знеболювання, його додавали до складу багатьох лікарських препаратів, напоїв і тоніків, навіть додавали в кока-колу. Але, протягом декількох років наростаючого розповсюдження кокаїну збиралися відомості про його шкідливий вплив на здоров'я людей та ставала все більш ясним його небезпечна дія на організм і психіку: викликані кокаїном розлади психіки, випадки смертей від передозування і формування сильної наркотичної залежності. З початку 1914 року, Конгрес США затвердив серію постанов, що забороняють продаж кокаїну і на ділі що ставлять його поза законом.
На початку XX століття в Європі кокаїн активно застосовували як місцеве знеболююче, в основному був відомий як засіб від зубного болю; в Москві німецький кокаїн розповсюджували в аптеках по рублю за упаковку. У ті часи була звичка кокаїн класти у страви як приправу і насипати в вина. У Конан Дойла в романі Шерлок Холмс приймає кокаїн в ампулах. Величезну популярність як наркотик кокаїн здобув в 1910-ті роки, а також після введення в Росії сухого закону 1914 року; про застосування кокаїну під час Першої світової війни і революції розповідали в своїх романах Олександр Вертинський та інші діячі тодішнього суспільства. Коли визнали здатність до формування наркотичної залежності від кокаїну, його заборонили для медичного використання. Розшифрування його хімічної будови стало основним поштовхом до розробки таких популярних місцевих анестетиків, як анестезин, новокаїн та інші.

### Друга половина XX— початок XXI століття
У 1963 році кока і кокаїн рішенням ООН були внесені до списку заборонених речовин. Проте вживання наркотику в його різних модифікаціях лише зростало. У 1970-х роках преса заговорила про «кокаїнову епідемію» в Південній Америці. Широкого поширення тут набув новий, курильний різновид наркотику, «базуко». Першими про його небезпеку заговорили перуанські фармакологи; з'явилися повідомлення (котрі у США спочатку пройшли непоміченими) про наркоманів (ісп. basuco pastaleros), які безперервним курінням доводили себе до божевілля і нерідко до смерті.
У 1976–1980 роках кількість кокаїну, що ввозився в США, зросла вдвічі. Ціна на кокаїн різко впала — частково, завдяки (як багато хто вважав, інспірованому ЦРУ) перевороту в Болівії. У жовтні 1982 року президент Рональд Рейган офіційно оголосив кокаїну війну, заявивши про рішучість «зробити все необхідне, щоб усунути цю наркотичну загрозу». Видимих результатів це не принесло. Лише у одному 1988 році в США 300 тис. немовлят народилися з кокаїновою залежністю.
До 2000 року країни Південної Америки експортували близько 1000 тон очищеного кокаїну. В США (за даними на 2005 рік) кокаїновий ринок становив 50 млрд доларів. За даними на 2009 рік 34 млн американців старше 12 років хоча б одного разу пробували кокаїн. Щорічно в США більше 15 тисяч осіб помирають від причин, безпосередньо пов'язаних з вживанням кокаїну.
Близько двох відсотків американців вживають кокаїн регулярно; такої ж пропорції досягла Велика Британія, де кокаїн залишається найбільш «фешенебельним» наркотиком. Протягом 2008 року тут стався 25 %-й стрибок: загальне число британців, які регулярно вживають кокаїн, до початку 2009 року досягло одного мільйона. Встановлено, що 6,8 % дорослого населення країни коли-небудь пробувало кокаїн; це найвищий показник в Європі (на другому місці йде Іспанія: 4,9 %), причому за останні 15 років у Великій Британії показник зріс утричі.

## Фізико-хімічні властивості

### Фізичні властивості
Кокаїн: Молекулярна маса — 303,4 а.о.м.. Переганяється при температурі близько 90 °C. Один грам розчиняється в 600 мл води, 270 мл води при 80 °C, 0,7 мл хлороформа, 6,5 мл етанола, 3,5 мл діетилового ефіру, а також розчинний в етилацетаті, сірковуглецю, ацетоні.
Кокаїну гидрохлорид: C17H21NO4•HCl; Молекулярна маса — 339,8 а.о.м.; безбарвні голчасті кристали або білий кристалічний порошок без запаху, гіркого смаку, викликає на язику відчуття оніміння.
Один грам розчиняється в 0,4 мл води, 3,2 мл холодної та 2 мл гарячого етанолу, 12,5 мл хлороформу, розчинний також в гліцерині, ацетоні; розчиняється у діетиловому ефірі і маслах; при приготуванні розчинів слід уникати нагрівання через розкладання. Форма випуску фармакопейного препарату — порошок.

### Хімічні властивості

Екгонін

Кокаїн, як і ціннамілокаін, і руксіллін, є метиловим ефіром бензоїльованного екгоніна. Всі три алкалоїди при гідролізі розпадаються до екгоніна, тобто дана речовина є загальним для всіх трьох алкалоїдів «скелетом».
Якісний хімічний аналіз.
Зразок при підозрі на кокаїн обробляють розчином роданида кобальту. Наявність кокаїну встановлюють по появі синього забарвлення.
Офіційно рекомендованою методикою хімічного аналізу є реакція Ерліха. Краплинний аналіз зразків проводиться криміналістами за допомогою реактиву, який готують розчиненням 0,5 г п-діметіламінобензальдегіда в 50 мл суміші, що складається з етанола і концентрованої сірчаної кислоти, взятих у співвідношенні 3:2 (за об'ємом). При проведенні випробувань кілька крапель індикаторного розчину, який може довго зберігатися в герметично закритій темній склянці, додають до кількох міліграмам досліджуваного об'єкта, поміщеного в порцелянову чашку, після чого суміш нагрівають до 100 °C і витримують при цій температурі 3 хв. Наявність кокаїну встановлюють по появі червоного фарбування.

## Синтез

### Біосинтез
Біохімічний попередник кокаїну та інших тропанових алкалоїдів — амінокислота орнітин.
Перша стадія біосинтезу, утворення N-метил-Δ1-піролінового катіона, є спільною для всіх тропанових і піролідинових алкалоїдів. В процесі декарбоксилування орнітину за участі піридоксальфосфату (PLP) утворюється путресцин, який потім метилюється до N-метилпутресцину за участі S-аденозилметионіну (SAM). Результатом окисного дезамінування N-метилпутресцину за участі діаміноксидази є альдегід, який потім зазнає циклізації в процесі утворення основи Шиффа.
N-метилпіроліновий катіон бере участь в реакції Манніха з молекулою ацетилкоферменту А (ацетил-КоА). В процесі реакції утворюються R- і S-енантіомери, в утворенні кокаїну бере участь тільки S-енантіомер, який зазнає конденсації Клайзена з ще однією молекулою ацетил-КоА. Отримана сполука окислюється з утворенням нового N-метилпіролінового катіона, який знову бере участь в реакції Манніха (цього разу вже внутрішньомолекулярній), завдяки чому утворюється тропановий скелет. Метилекгонін утворюється за участі SAM і відновника нікотинамідаденіндинуклеотиду (NADH), після чого відбувається утворення складного ефіру з бензоїл-КоА.

## Форми випуску

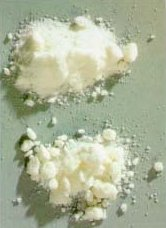
Гідрохлорид кокаїну у вигляді порошку

### Паста коки
Дешевий продукт, що отримується екстракцією кокаїну з листя коки. Білуватий, кремовий чи бежевий, зазвичай вологий, містить м'які агрегати, котрі легко руйнуються натисканням пальця. Окрім кокаїну містить речовини, що додаються для екстракції, наприклад, карбонат марганцю. Вміст кокаїну коливається від 40 до 90 %.

### Кокаїну гідрохлорид

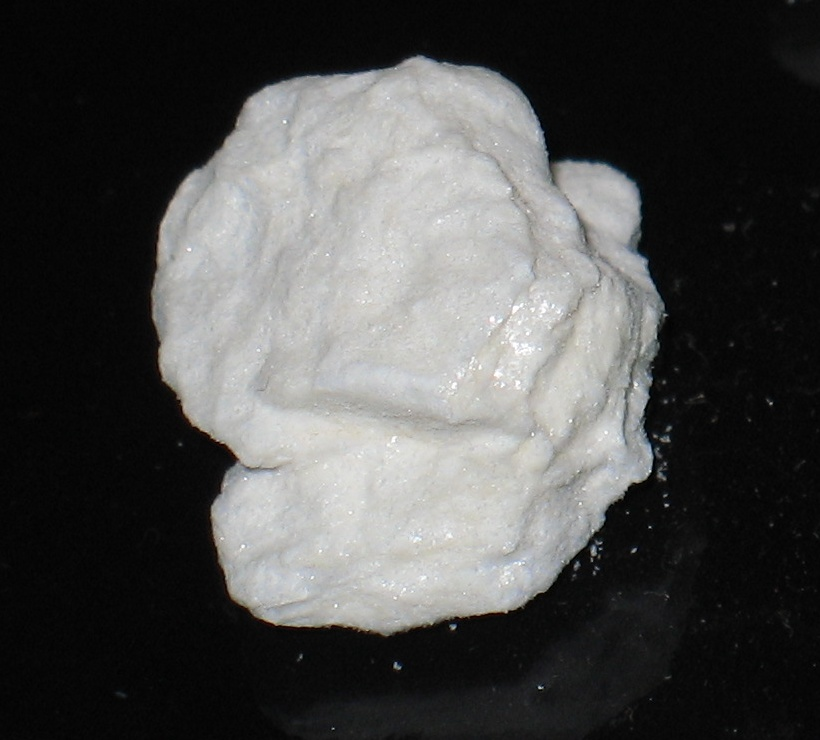
Гідрохлорид кокаїну

Сіль кокаїну, класична форма випуску. Медичні препарати кокаїну також є водними розчинами кокаїну гідрохлориду. Білий, трохи жовтуватий або кремовий порошок, допускається вміст твердих прозорих кристалів.
Речовина, отримана безпосередньо від виробника або оптових торговців являє собою добре очищений продукт, що містить 80–95 % кокаїну і мінімум мінорних алкалоїдів і баластних речовин. У роздрібному продажі вихідний склад, в більшості випадків, розбавляється у 2–3 рази різними домішками. Як баластні речовини можуть застосовуватися схожі за зовнішніми ефектами з кокаїном дешеві стимулятори, наприклад, амфетамін, кофеїн тощо, котрі не виявляються органолептично.
Подібна операція дозволяє майже непомітно для клієнта розбавити дозу у 2–3 рази. Також застосовуються ще більш дешеві баластні речовини — цукрова пудра, сухе молоко — які значно знижують ефективність дози, але дозволяють отримати з вихідної дози 5–6 вторинних.

### Крек

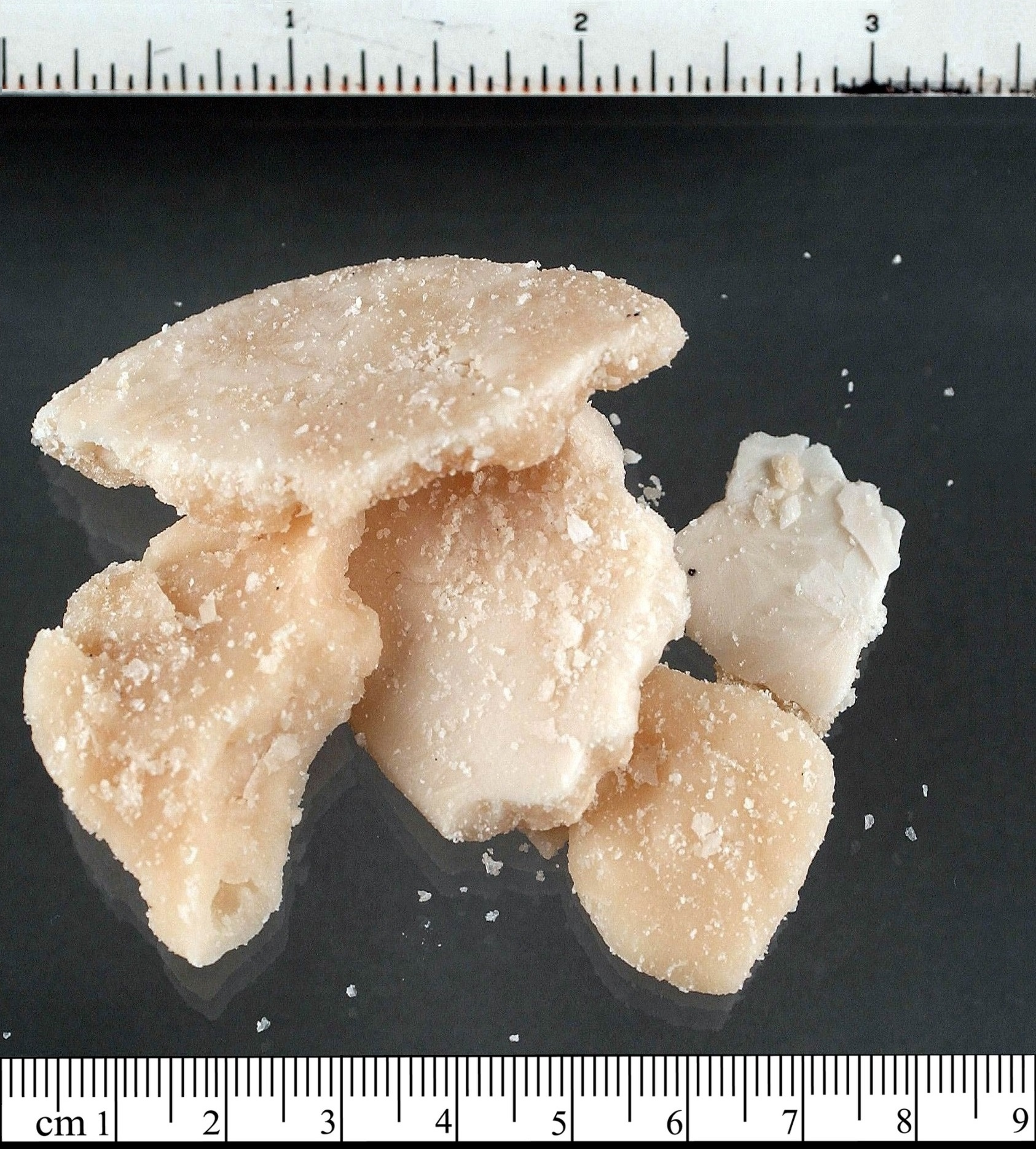
Крек

Крек (англ. Crack) — дешевша версія кокаїну, призначена для куріння. Являє собою вільну основу (англ. free base, має непротоновану аміногрупу), що отримується шляхом лужної екстракції розчинниками (ефіром). Оскільки гідрохлорид кокаїну відносно дорогий і розпадається за високої температури, наприкінці 70-х років XX століття в продаж надійшла його вільна основа. У зв'язку з вищою температурою розпаду ця речовина може вводитися в організм шляхом куріння. Наприкінці XX століття даний вид кокаїну поширився в США і країнах Латинської Америки. Свою назву крек отримав завдяки характерному виляскуванню, котре супроводжує його куріння, цей звук виникає при термічному руйнуванні кристалів вільної основи кокаїну. Температура плавлення креку становить 98 °C, у зв'язку з чим він легко випаровується при курінні без втрати наркотичного ефекту. Також крек вживають у вигляді розігрітої речовини, використовуючи героїноподібний метод, котрий полягає у введенні кокаїну всередину на підігрітій чайній ложці. Це так званий коксер.

### Спідбол
Спідбол (англ. Speedball) — суміш кокаїну (або креку) і героїну, найбільш небезпечна форма поширюваного кокаїну. Значна небезпека для здоров'я обумовлена перехресною взаємодією опіумного наркотику героїну і психостимулятора кокаїну. Подібне поєднання може викликати серйозні ускладнення у функціонуванні серцево-судинної системи, в перспективі — перехресну фізичну залежність з важким абстинентним синдромом.

## Механізм дії
Кокаїн діє на 3 нейромедіаторні системи, принципово значимих для нервової діяльності: дофамінову, норадреналінову, серотонінову. Зв'язуючи транспортери моноамінів, кокаїн порушує зворотне нейрональне захоплення нейромедіаторів пресинаптичною мембраною. В результаті нейромедіатор залишається в синаптичній щілині і з кожним проходженням нервового імпульсу його концентрація зростає, що призводить до посилення впливу на відповідні рецептори постсинаптичної мембрани. Одночасно з цим виснажується запас нейромедіатора в депо пресинаптичної мембрани, цей ефект особливо яскраво спостерігається при неодноразовому вживанні кокаїну. З кожним нервовим імпульсом виділяється все менше нейромедіаторів і компенсаторно зростає щільність рецепторів до даного катехоламіну на постсинаптичній мембрані, дане явище особливо характерне для дофамінових рецепторів.
Ейфорія і психічна залежність, що викликаються кокаїном, пов'язані головним чином з блокуванням дофамінового транспортера (DAT) у центральній нервовій системі. Порушення обміну норадреналіну проявляється переважно в симпатичній нервовій системі, впливаючи на органи, де кількість норадреналінових рецепторів найбільша. Вплив кокаїну на систему серотонінового обміну при одноразовому введенні призводить до підвищення концентрації серотоніну в синаптичній щілини і, як наслідок, — до розвитку центральних ефектів, характерних для кокаїну.
У лабораторних тварин після одноразового введення кокаїну щільність дофамінових рецепторів на постсинаптичній мембрані зростала в середньому на 37 %, при повторному введенні щільність рецепторів продовжувала збільшуватися. У зв'язку з поступовим наростанням важкості порушення обміну дофаміну при вживанні кокаїну можуть розвиватися специфічні психози, котрі за клінічним перебігом нагадують шизофренію.
Місцевоанестезуюча дія кокаїну пов'язана з блокуванням потенціал-залежних натрієвих каналів периферичної нервової системи. Для прояви цього ефекту в центральній нервовій системі потрібна велика доза препарату, близька до летальної.

## Фармакокінетика
Дози вказані в розрахунку на пересічну людину, котра не вживає кокаїн регулярно:
- Клінічна доза — 1,5 мг/кг чистої речовини;
- Разова вулична доза — 15-60 мг;
- Токсична доза — 500 мг;
- Летальна доза — 1,2 г, в залежності від індивідуальних особливостей організму знижується до 20 мг.

Час напіввиведення препарату Т(1/2):
- для кокаїну — 38-67 хвилин;
- для бензоілекгоніну — 4-6 годин;
- для метилекгоніну — 2,5-7,6 годин.

Біодоступність у % при різних способах введення:
- Оральний 20-40%;
- Інтраназальний 20-40%;
- Куріння 6-32%;
- Внутрішньовенний 100%.

## Метаболізм кокаїну
Кокаїн після попадання в організм швидко розподіляється в об'ємі циркулюючої крові і швидко метаболізується в бензоілекгонін і екгонін печінковими естеразами, основна роль у цьому процесі належить псевдохолінестеразі. На швидкість метаболізму кокаїну в печінці впливають різні зовнішні фактори. Так наприклад, при пригніченні печінкового кровотоку відбувається підвищення концентрації кокаїну в крові в кілька разів. При поєднанні вживання кокаїну і фосфорорганічних сполук за рахунок часткової або повної деактивації псевдохолінестерази відбувається значне збільшення концентрації кокаїну.
Кокаїн після попадання в організм людини проходить такі метаболічні перетворення:
1. Під дією ферментативного гідролізу за допомогою холінестерази кокаїн втрачає бензоільну групу і формується метилекгонін. Бензоілекгонін хімічних перетворень під дією холінестерази не зазнає;
2. В процесі гідролізу при фізіологічних значеннях pH кокаїн і метилкокаїн втрачають складну метильную групу з утворенням відповідно бензоілекгоніна і екгоніна[35].

Таким чином, при фізіологічних значеннях pH метилекгонін не акумулюється в крові, на відміну від бензоілекгоніна.
Виділення кокаїну з організму на 80% виконується нирками у вигляді його метаболітів: бензоілекгоніна і екгоніна. Слід зазначити, що при спільному вживанні етанолу та кокаїну формується кокаетанол, що призводить до значного збільшення часу напіввиведення метаболітів препарату з організму.
Протягом 2–3 днів з організму виводиться 90–95 % введеної дози кокаїну у вигляді чистої речовини і її метаболітів у такому співвідношенні:
- Незмінений кокаїн 1–9 %;
- Бензоілекгонін 35–60%;
- Метилекгонін 32–49%;
- Екгонін 1–8%;
- Норкокаїн і гідроксилиловані метаболіти 10%.

Спостерігається виражена залежність співвідношення метаболітів від способу введення препарату.

## Клінічні ефекти
Ефекти кокаїну можна умовно поділити на дві групи: центральні і периферичні. Також окремо виділяють ускладнення від вживання кокаїну.

### Центральні ефекти
Обумовлені впливом на обмін нейромедіаторів в головному мозку. До них належать:
- Емоційний підйом, ейфорія;
- Відчуття припливу енергії;
- Посилення розумової активності;
- Зниження потреби у сні (подовження періоду неспання);
- Зниження апетиту;
- Збільшення фізичної витривалості.

### Периферичні ефекти
Обумовлені впливом на обмін нейромедіаторів в периферичній нервовій системі. До них належать:
- Тахікардія;
- Задишка;
- Підвищення артеріального тиску;
- Підвищення температури тіла;
- Пітливість;
- Розширення зіниць.

### При тривалому вживанні
Дані побічні ефекти розвиваються після неодноразового вживання кокаїну, коли відбувається декомпенсація обміну нейромедіаторів і організм не здатний адекватно працювати за відсутності наркотику:
- Порушення сну, безсоння;
- Головний біль;
- Нудота;
- Анорексія;
- Швидка втомлюваність, зниження пам'яті, уваги;
- Нежить, часті носові кровотечі, можливий некроз носової перегородки;
- Нав'язливі рухи (конвульсивні рухи пальцями рук);
- Дратівливість, агресивна поведінка;
- Тремор, підвищена судомна готовність, можливі судомні напади;
- Депресія;
- Психози, параноїдальні чи безглузді вигадки;
- Галюцинації: тактильні, зорові, звукові. Найбільш характерно при галюцинаціях відчуття дрібних комах під шкірою. У зв'язку з цим на шкірі можуть бути розчухи і порізи, зроблені в спробі витягти їх;
- Порушення функції зовнішнього дихання;
- Церебральний інсульт;
- Аритмія, стенокардія, інфаркт міокарда;
- Схильність до насильства;
- Схильність до суїциду.

Зниження маси тіла при тривалому зловживанні не пов'язане з втратою апетиту, який при ньому, навпаки, підвищується. Воно викликане глибокими метаболічними змінами в процесах відкладення жирів. При відмові від кокаїну підвищений апетит призводить до різкого набору маси тіла.

## Застосування

### Синдром відміни
Виразність пристрасті до кокаїну багато в чому визначається способом його вживання, найбільш швидке звикання виникає при палінні та внутрішньовенному введенні препарату. При введенні препарату через слизові залежність розвивається повільніше. До кокаїну розвивається сильна психічна залежність, але щодо наявності фізичної залежності в даний час немає єдиної думки. У багатьох випадках після припинення вживання кокаїну спостерігається характерна негативна симптоматика. Провідним клінічним симптомом є дисфорія, проявами якої є:
- тривожність, занепокоєння, дратівливість;
- втома, знесилення;
- депресія;
- безсоння.

Деякі автори вважають наявність цих симптомів доказом наявності фізичної залежності, на думку їхніх опонентів дана симптоматика є наслідком психологічної залежності. В даний час наркологи не виділяють будь-яких специфічних для кокаїну клінічних симптомів, що супроводжують синдром відміни.

## Принципи лікування отруєнь і кокаїнової наркоманії

### Принципи лікування отруєнь
При гострій інтоксикації кокаїном вводять діазепам, симптоматичні засоби.

## Незаконний обіг і виробництво кокаїну в світі
Виробництво та незаконний обіг кокаїну вважаються головною руйнівною силою майже шістдесятирічного збройного конфлікту в Колумбії, внаслідок якого загинуло понад 450 тисяч людей, а мільйони стали переміщеними особами.